# Diocesi di Panevėžys
La diocesi di Panevėžys (in latino Dioecesis Panevezensis) è una sede della Chiesa cattolica in Lituania suffraganea dell'arcidiocesi di Vilnius. Nel 2021 contava 234.000 battezzati su 286.500 abitanti. È retta dal vescovo Genadijus Linas Vodopjanovas, O.F.M.

## Territorio

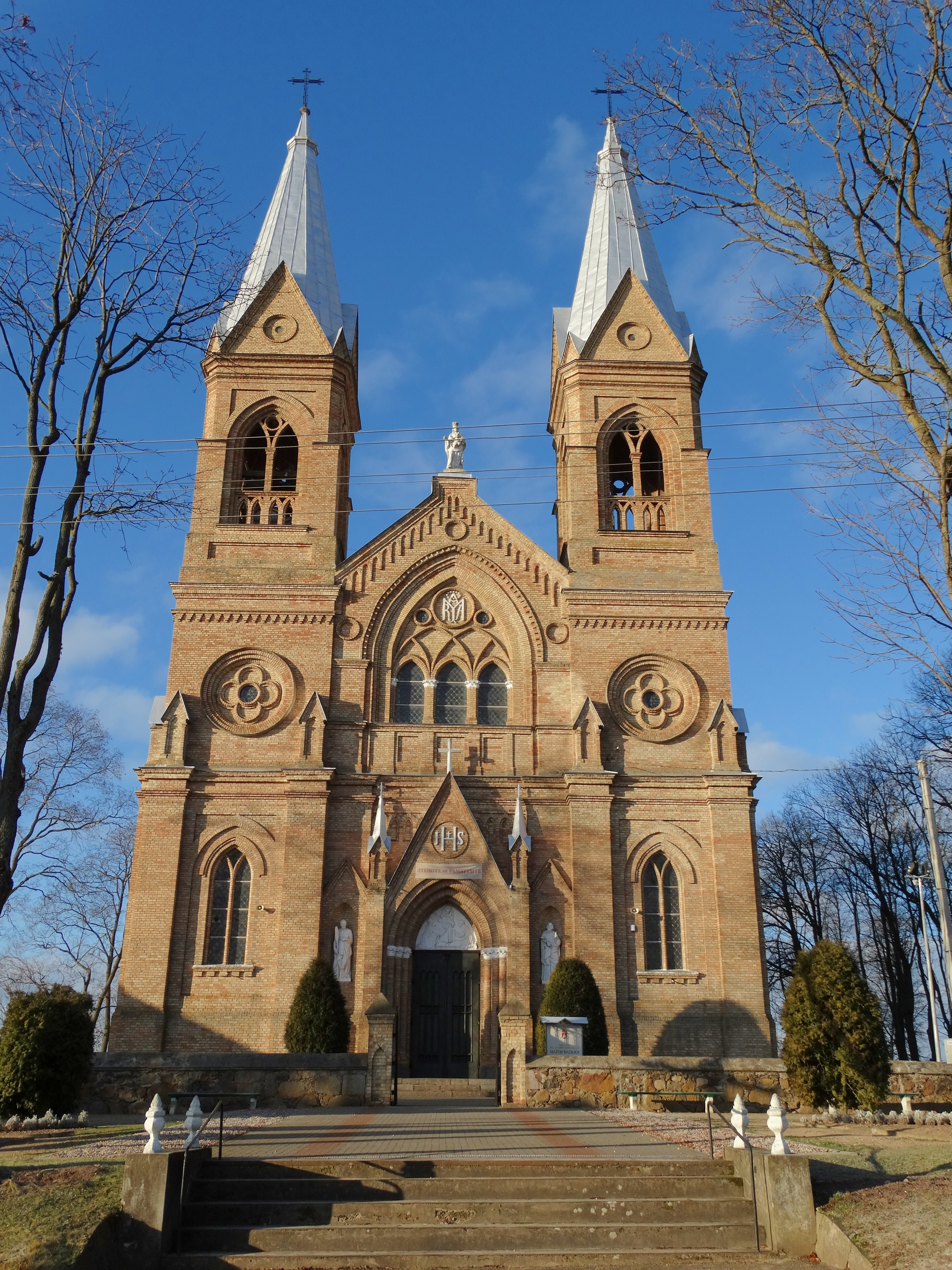
La basilica minore dell'Assunzione di Maria Vergine a Krekenava.

La diocesi comprende la contea di Panevėžys e la parte occidentale della contea di Utena.
Sede vescovile è la città di Panevėžys, dove si trova la cattedrale di Cristo Re. A Krekenava sorge la basilica minore dell'Assunzione di Maria Vergine.
Il territorio è suddiviso in 9 decanati e in 111 parrocchie.

## Storia
La diocesi è stata eretta il 4 aprile 1926 con la bolla Lituanorum gente di papa Pio XI, ricavandone il territorio dalla diocesi di Samogizia (oggi arcidiocesi di Kaunas).
Originariamente suffraganea dell'arcidiocesi di Kaunas, il 24 dicembre 1991 è entrata a far parte della provincia ecclesiastica di Vilnius in forza delle bolle Quo efficacius e Rerum profecto di papa Giovanni Paolo II.
Il 28 marzo 1997 ha ceduto una porzione del suo territorio a vantaggio dell'erezione della diocesi di Šiauliai.

## Cronotassi dei vescovi
Si omettono i periodi di sede vacante non superiori ai 2 anni o non storicamente accertati.
- Kaziemiras Paltarokas † (5 aprile 1926 - 3 gennaio 1958 deceduto)
  - Sede vacante (1958-1991)
  - Paulius Šidlauskas † (1961) (amministratore apostolico)
  - Povilas Bakšys † (1962 - 1969) (amministratore apostolico)
  - Romualdas Krikščiūnas † (1969 - 1983) (amministratore apostolico)
  - Kazimieras Dulksnys † (1984 - 1989) (amministratore apostolico)
  - Juozas Preikšas † (2 aprile 1989 - 24 dicembre 1991 nominato vescovo) (amministratore apostolico)
- Juozas Preikšas † (24 dicembre 1991 - 5 gennaio 2002 ritirato)
- Jonas Kauneckas (5 gennaio 2002 - 6 giugno 2013 ritirato)
- Lionginas Virbalas, S.I. (6 giugno 2013 - 11 giugno 2015 nominato arcivescovo di Kaunas)[1]
- Genadijus Linas Vodopjanovas, O.F.M., dal 20 maggio 2016

## Statistiche
La diocesi nel 2021 su una popolazione di 286.500 persone contava 234.000 battezzati, corrispondenti all'81,7% del totale.
| anno | popolazione | popolazione | popolazione | presbiteri | presbiteri | presbiteri | presbiteri                | diaconi | religiosi | religiosi | parrocchie |
| anno | battezzati  | totale      | %           | numero     | secolari   | regolari   | battezzati per presbitero | diaconi | uomini    | donne     | parrocchie |
| ---- | ----------- | ----------- | ----------- | ---------- | ---------- | ---------- | ------------------------- | ------- | --------- | --------- | ---------- |
| 1950 | 420.000     | 450.000     | 93,3        |            |            |            | ?                         |         |           |           | 128        |
| 1970 | ?           | ?           | ?           | 161        | 161        |            | ?                         |         |           |           | 120        |
| 1980 | ?           | ?           | ?           | 147        | 147        |            | ?                         |         |           |           | 120        |
| 1990 | 450.000     | ?           | ?           | 129        | 129        |            | 3.488                     |         |           |           | 120        |
| 1999 | 377.500     | 443.500     | 85,1        | 99         | 99         |            | 3.813                     |         |           | 84        | 113        |
| 2000 | 377.000     | 443.000     | 85,1        | 93         | 93         |            | 4.053                     |         |           | 71        | 113        |
| 2001 | 377.000     | 443.000     | 85,1        | 94         | 94         |            | 4.010                     |         |           | 79        | 113        |
| 2002 | 480.000     | 495.000     | 97,0        | 85         | 85         |            | 5.647                     |         |           | 79        | 112        |
| 2003 | 333.300     | 405.500     | 82,2        | 89         | 88         | 1          | 3.744                     |         | 7         | 97        | 111        |
| 2004 | 333.300     | 405.500     | 82,2        | 92         | 91         | 1          | 3.622                     |         | 5         | 95        | 112        |
| 2013 | 319.000     | 388.000     | 82,2        | 94         | 89         | 5          | 3.393                     |         | 9         | 57        | 111        |
| 2016 | 314.000     | 381.000     | 82,4        | 88         | 84         | 4          | 3.568                     |         | 8         | 62        | 111        |
| 2019 | 240.000     | 293.000     | 81,9        | 80         | 77         | 3          | 3.000                     |         | 8         | 58        | 111        |
| 2021 | 234.000     | 286.500     | 81,7        | 87         | 82         | 5          | 2.689                     |         | 10        | 46        | 111        |